# نهاش تيموري
نهاش تيموري (الاسم العلمي: Lutjanus timoriensis) (بالإنجليزية: Timor snapper)‏ هو نوع من الأسماك يتبع جنس النهاش من الفصيلة النهاشية.